# Mappa di Mao Kun

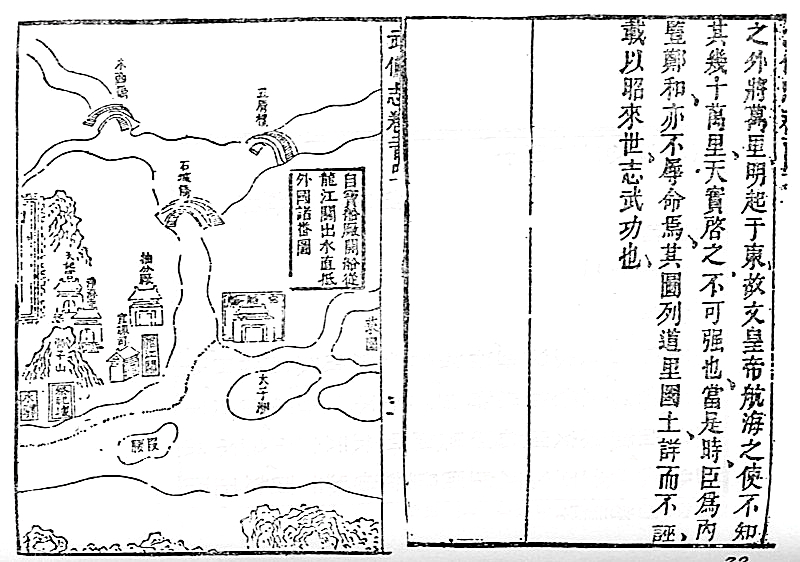
Prima pagina della mappa con parte dell'introduzione.

La mappa di Mao Kun, di solito indicata nelle fonti cinesi moderne come mappa di navigazione di Zheng He (zh. 鄭和航海圖T, 郑和航海图S, Zhèng Hé hánghǎi túP, lett. "Mappa di navigazione di Zheng He"), è un insieme di carte nautiche in caratteri cinesi pubblicate nel trattato militare Wubei Zhi edito in Cina durante la dinastia Ming. Il libro fu compilato da Mao Yuanyi, un ufficiale della marina militare cinese, nel 1621 e pubblicato nel 1628. Il nome della mappa si lega al nonno dell'autore, tale Mao Kun (zh. 茅坤S, Máo KūnP), dalla cui biblioteca è probabile la mappa sia pervenuta al nipote. La mappa è spesso considerata uno dei pochi documenti sopravvissuti delle spedizioni di Zheng He, oltre ai resoconti scritti dagli ufficiali di Zheng, come lo Yingya Shenglan di Ma Huan e lo Xingcha Shenglan di Fei Xin. È la prima mappa cinese conosciuta a fornire un'adeguata rappresentazione dell'Asia meridionale, della Persia, della Penisola araba e dell'Africa orientale.

## Origine

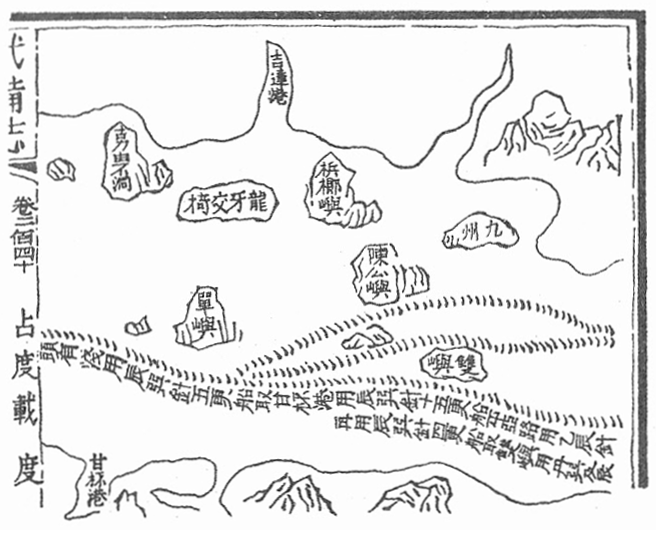
Mappa di Mao Kun (PARTICOLARE): il passaggio attraverso lo Stretto di Malacca.

Il sinologo JJL Duyvendak ritiene che la mappa facesse parte della biblioteca di Mao Kun, un collezionista di materiale militare e navale, che potrebbe averla acquisita mentre era governatore del Fujian. La mappa fu inclusa nel trattato militare Wubei Zhi realizzato dal nipote Kun, Mao Yuanyi, e quindi passò alla storia come la "Carta nautica del Wubei Zhi". Per distinguerla da altre mappe presenti nel Wubei Zhi, studiosi occidentali come JVG Mills la ribattezzarono "Mappa di Mao Kun", legandola al suo iniziale proprietario, e come tale passò nella bibliografia occidentale di settore.
L'inserimento della mappa nel Wubei Zhi indica che i dettagli geografici e di navigazione delle carte sono basati su lavori delle spedizioni di Zheng He e che Mao li aveva «inseriti per l'informazione dei posteri e come ricordo della conquista militare [di Zheng He].» La mappa è quindi generalmente considerata basata su mappe risalenti all'epoca dei viaggi di Zheng He, e di conseguenza denominata "Mappa di navigazione di Zheng He" nelle fonti cinesi moderne.
Secondo Mills, la mappa potrebbe non essere stata opera di una singola persona, piuttosto è stata prodotta in un ufficio con informazioni aggiunte e corrette quando nuove informazioni si rendevano disponibili dopo ogni viaggio. Ha suggerito che questa mappa potrebbe essere stata preparata per la 6ª spedizione nel 1421, con alcuni contenuti aggiunti durante il corso della spedizione, e che la mappa potrebbe, quindi, essere datata intorno al 1422. Altri hanno proposto una data tra il 1423 e il 1430. È stato anche suggerito da JJL Duyvendak e Paul Pelliot che la mappa potrebbe essere stata in parte basata su carte nautiche arabe.

## Formato e contenuto

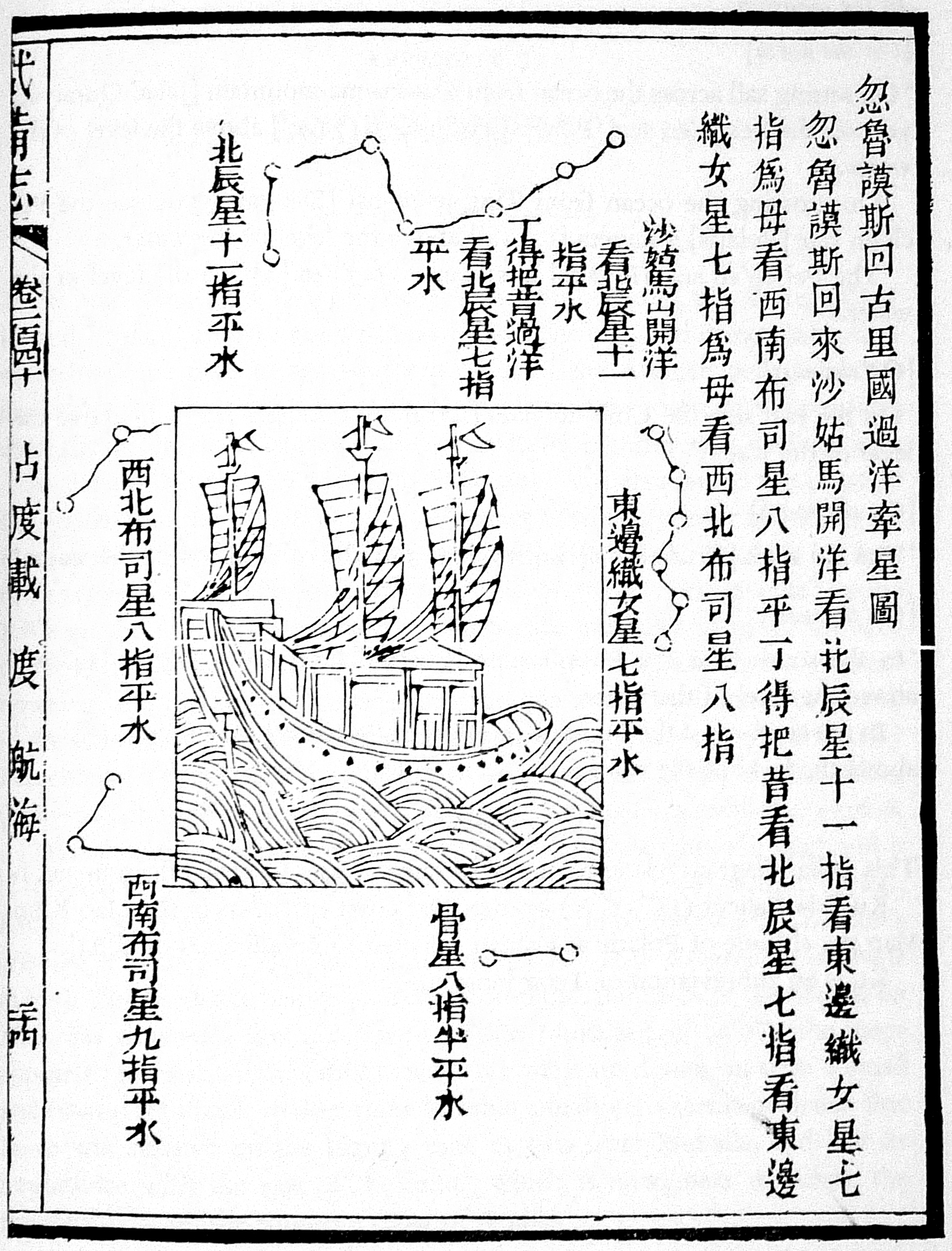
Mappa di Mao Kun (PARTICOLARE) - Diagramma stellare con istruzioni per la navigazione da Hormuz a Calicut.

La mappa fu originariamente realizzata in un rotolo di carta alto 20.5 cm e lungo 5,6 m ma fu poi suddivisa in 40 pagine da inserirsi in un libro. La mappa, dopo Nanchino e il Fiume Azzurro, mostra principalmente le regioni costiere e le isole lungo la rotta marittima seguita da Zheng He, unitamente a luoghi raffigurati nelle loro posizioni approssimative lungo il contorno della costa. La costa della massa continentale principale è mostrata in gran parte come una linea irregolare continua nella parte superiore della mappa, con profonde rientranze a forma di V che indicano gli estuari dei fiumi. A causa della natura della mappa e del suo focus sulla regione costiera, la forma della penisola malese non può essere distinta e l'India si è allungata poiché il suo interno è stato omesso. Le pagine della mappa sono disposte da destra a sinistra nel tradizionale formato del libro cinese, partendo da Nanchino e finendo a Hormuz. Luoghi dell'Africa orientale come Socotra, Mogadiscio e Malindi appaiono in sequenza da sinistra a destra sulla costa dell'Africa che viene mostrata come una massa di terra continua nella parte inferiore delle sezioni per l'India e lo Sri Lanka.
Sono anche contrassegnate sulla mappa, come linee tratteggiate, le rotte di navigazione, con istruzioni appuntate ai segni di rotta. Le istruzioni di navigazione sono fornite in punti cardinali e distanze: il punto cardinale utilizza un sistema di bussola a 24 punti con un carattere cinese che denota ogni punto, a sua volta ulteriormente suddiviso in tre, e la distanza è espressa in unità di tempo cinesi (ogni unità un periodo di 2,4 ore) che tiene conto delle correnti e dei venti locali. La maggior parte delle istruzioni viene data solo in una direzione, sebbene occasionalmente possano essere indicate sia percorrenza d'andata sia di ritorno. Le istruzioni sono chiaramente più dettagliate per le acque cinesi. La latitudine è indicata dall'altezza della costellazione stellare, un sistema simile a quello usato dagli arabi. Alla fine vengono forniti quattro diagrammi stellari con le istruzioni per posizionare le navi in relazione alle stelle e alle costellazioni per garantire una corretta navigazione in due passaggi: tra Sumatra e lo Sri Lanka e tra Hormuz e Calicut.
La mappa non tenta di fornire una rappresentazione vera o coerente nella sua scala o nel suo orientamento: la scala può variare da 7 miglia/pollice nell'area di Nanchino a 215 miglia/pollice lungo parti della costa africana e in alcune parti, come la pagina con lo Sri Lanka, può orientarsi in più direzioni all'interno della stessa pagina. Ci sono anche distorsioni geografiche nella rappresentazione di alcuni luoghi, come Giava, e la mappa diventa meno completa man mano che si va verso ovest. La struttura dell'ultima parte, quella più occidentale, della mappa suggerisce che potrebbe essere stata composta da una serie di altre mappe di varie scale, tra cui una singola per lo Sri Lanka, un'altra per le Maldive e una terza per la costa africana. I nomi dei luoghi sembrano includere termini arabi (es. Jazirah come etimo per "isola"), suggerendo influenze cartografiche o geografiche arabe, swahili o dell'Asia meridionale.

## Luoghi sulla mappa

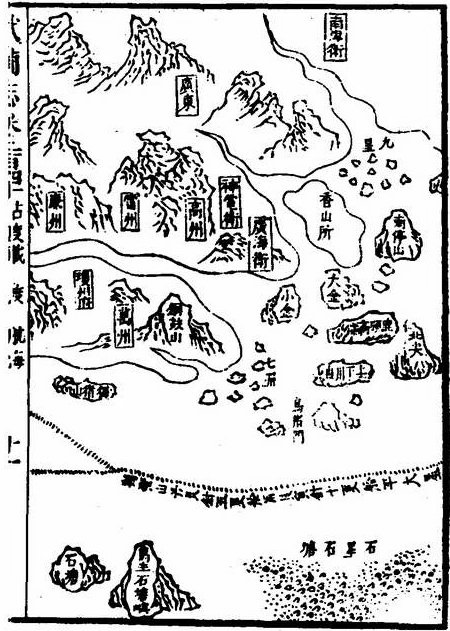
Mappa di Mao Kun (PARTICOLARE) - coste meridionali della Cina con gruppi di isole a sud, identificate come Isole Paracelso, Macclesfield Bank o Isole Spratly a seconda dell'autore.

Ci sono 499 toponimi nella mappa, 423 di questi sono stati identificati da Mills, anche se alcuni luoghi (es. Singapore) sono identificati in modo diverso da altri autori. Sono stati notati alcuni errori di stampa, ad esempio Brava (Somalia) è dato come shi-la-wa (十剌哇), con shi (十) che sostituisce bu (卜). Ci sono anche omissioni inspiegabili di centri noti per essere attivi nel periodo, come Nakhon Si Thammarat della Thailandia. Alcuni dei luoghi potrebbero anche essere stati localizzati nella posizione sbagliata. Nonostante le sue imperfezioni, è considerata una mappa di un certo significato che fornisce preziose informazioni agli storici.

### Cina
Quasi la metà della mappa (18 pagine su 40) raffigura la rotta di navigazione da Nanchino al confine meridionale della Cina. Le prime pagine sono sul Fiume Azzurro. Di interesse è l'inclusione di quelle che vengono interpretate come Isole Paracelso, Macclesfield Bank o Isole Spratly - i nomi Shitang (石塘), Wansheng Shitangyu (萬生石塘嶼) e Shixing Shitang (石星石塘) sono indicati sulla mappa, sebbene l'identificazione di queste isole possa variare con autori diversi.

### Sud-est asiatico

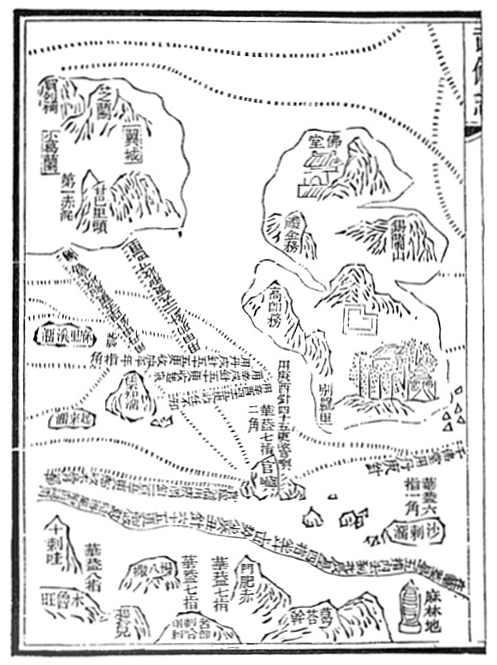
Mappa di Mao Kun (PARTICOLARE) - Ceylon e la costa orientale dell'Africa (in basso), con l'Oceano Indiano "compresso".

La mappa mostra il sud-est asiatico in alcuni dettagli. Il suo obiettivo principale è la rotta verso l'Oceano Occidentale (西洋), una designazione cinese per lo specchio d'acqua che parte da Giava o Sumatra fino all'Oceano Indiano e oltre. Questa rotta dal Mar Cinese Meridionale attraverso lo stretto di Malacca mostra quindi maggiori dettagli sui luoghi dell'Indocina, della penisola malese e di Sumatra . La frangia orientale del Mar Cinese Meridionale, tuttavia, non è definita e vengono mostrati solo il Borneo e le isole Sulu, e non vengono fornite informazioni di navigazione sulle rotte verso le isole più a est.
Tra i luoghi segnati sulla mappa ci sono Chenla (占羅), Champa (占城), Siam (暹羅), Langkasuka (狼西加), Singapore (come Temasek, 淡馬錫), Malacca (滿剌加), Penang (梹榔嶼), Langkawi (龍牙交椅), Sumatra e Kalimantan.

### Asia meridionale e occidentale
Alcuni dei luoghi contrassegnati includono il Bengala (榜葛剌), Orissa, Sri Lanka, Kollam, Calicut, Hormuz, Oman. Lo Sri Lanka sembra significativamente più grande di quanto non sia in realtà rispetto all'India.

### Africa
La costa orientale dell'Africa è mostrata in sezioni della mappa con lo Sri Lanka e l'India con la sua massa terrestre nella parte superiore della mappa e le Maldive al centro. Luoghi come Mombasa (慢八撒), Brava (Somalia) (卜剌哇) e Mogadiscio (木骨都束) sono segnati sulla mappa. Altre località identificate includono l'isola di Lamu, l'isola di Manda e Jubba e Marka in Somalia. Quella che sembra essere Malindi (麻林地) è mostrata nella posizione sbagliata a destra di Mombasa, ed è stato suggerito che questa Malindi avrebbe dovuto rappresentare il Mozambico o Kilwa Kisiwani in Tanzania. Un'altra proposta è che questa porzione di mappa rappresenti solo la costa del Kenya e che Malindi fosse il capolinea del viaggio. In questo scenario il luogo pensato per essere Mombasa sarebbe in realtà Faza o Mfasa sull'isola di Pate e l'ordine dei luoghi sulla mappa sarebbe corretto. Questa proposta suggerisce anche che i viaggi di Zheng He non hanno mai viaggiato a più di sei gradi a sud dell'Equatore, il che spiegherebbe l'omissione dell'importante centro commerciale di Kilwa nel sud della Tanzania.

## Cultura popolare
- Una mappa chiamata "mappa di Mao Kun" viene utilizzata nella serie di film e videogiochi Pirati dei Caraibi. Introdotta nella saga con il film Pirati dei Caraibi - Ai confini del mondo ma semplicemente indicata come carta di navigazione d'origine cinese, è stata chiamata "mappa di Mao Kun" nel libro di accompagnamento del seguente capitolo della saga, film Pirati dei Caraibi - Oltre i confini del mare.[20] Si presenta come una mappa rotante circolare.
- "Mao Kun" è il nome di una mappa unica nel videogioco Path of Exile.[21] È un'area abitata da pirati non morti di alto livello.

## Galleria d'immagini
La mappa di Mao Kun disposta secondo il formato cinese tradizionale: da leggere da destra a sinistra; prime pagine in alto a destra, ultime pagine in basso a sinistra.

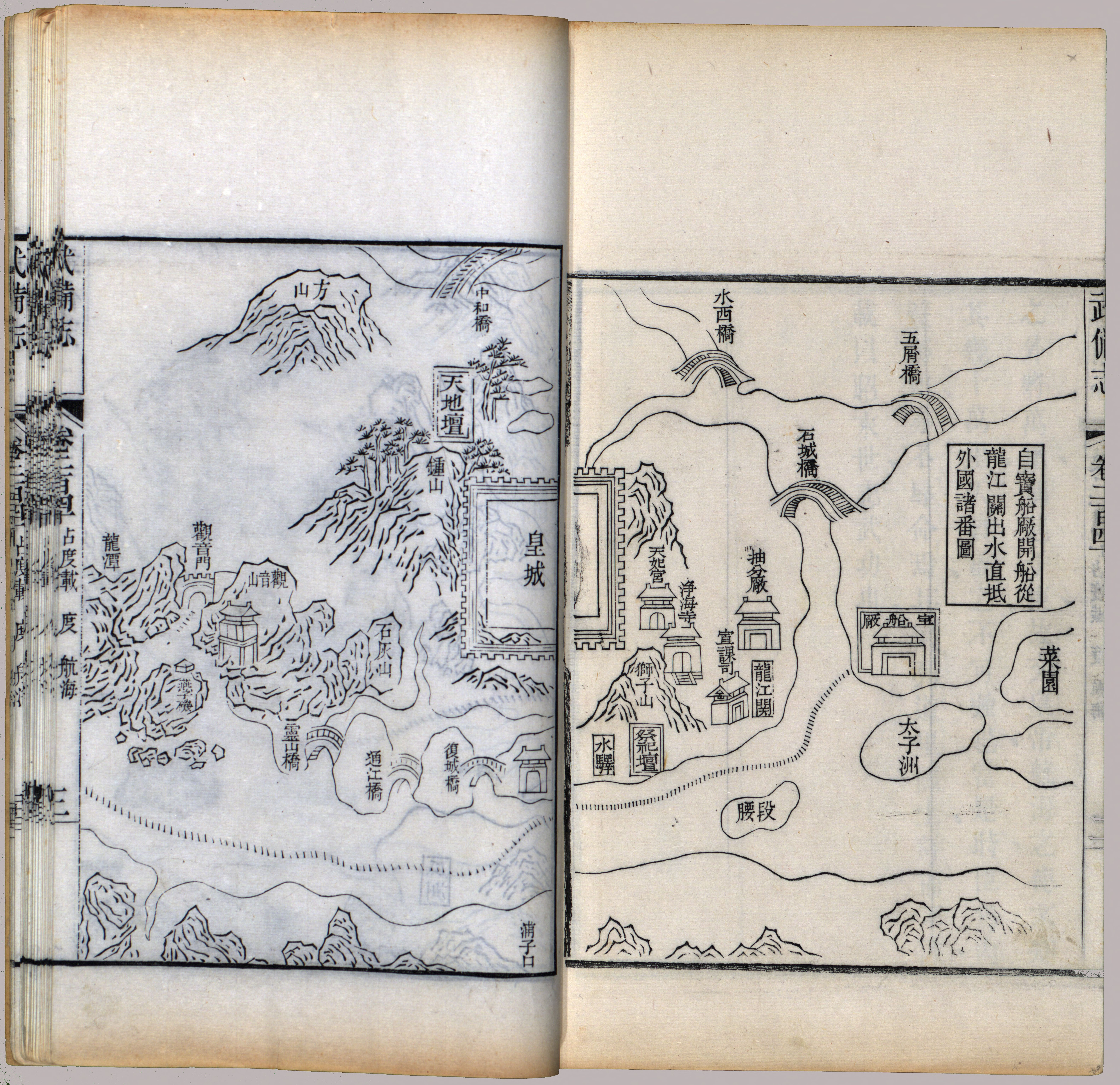
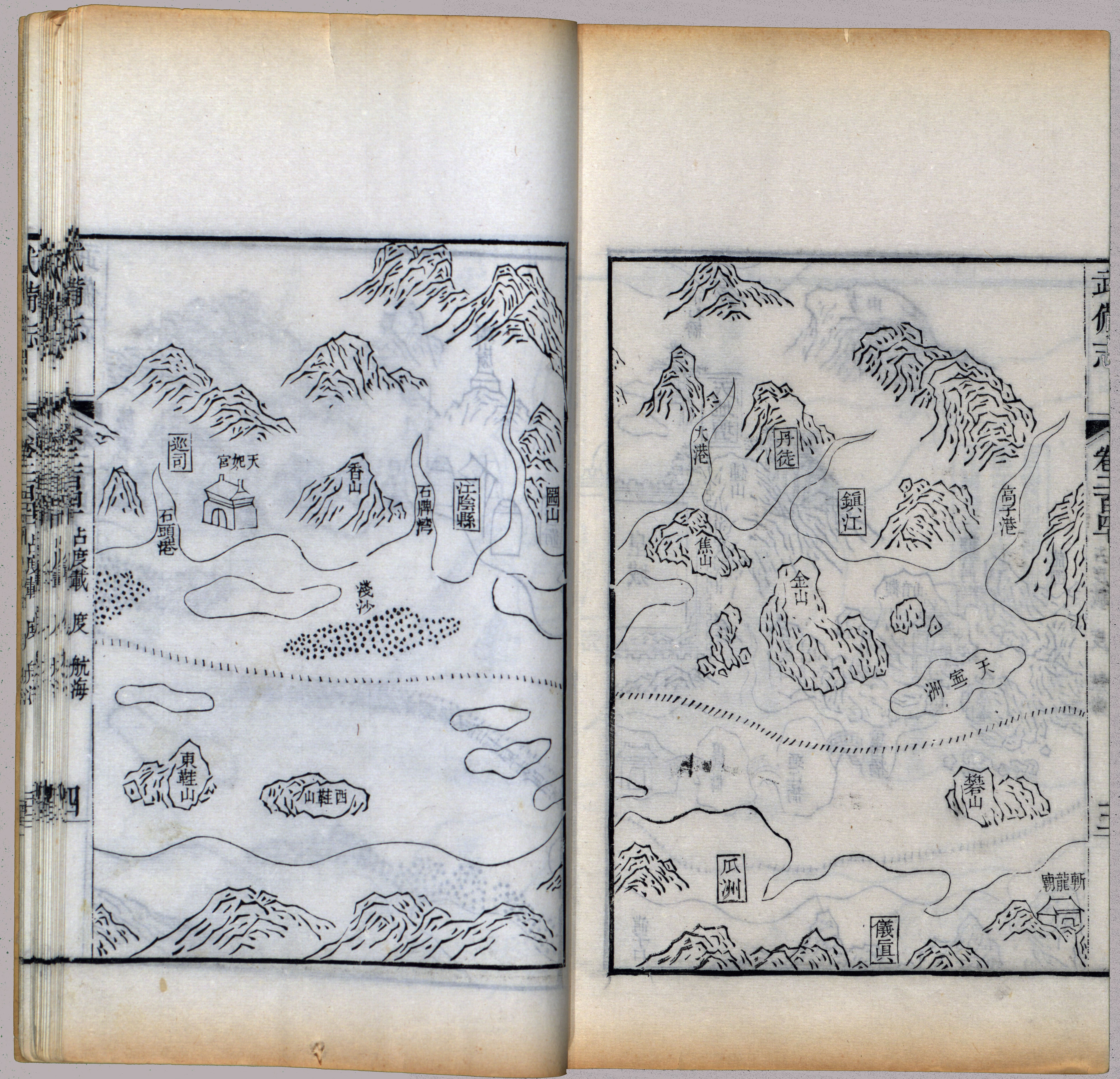
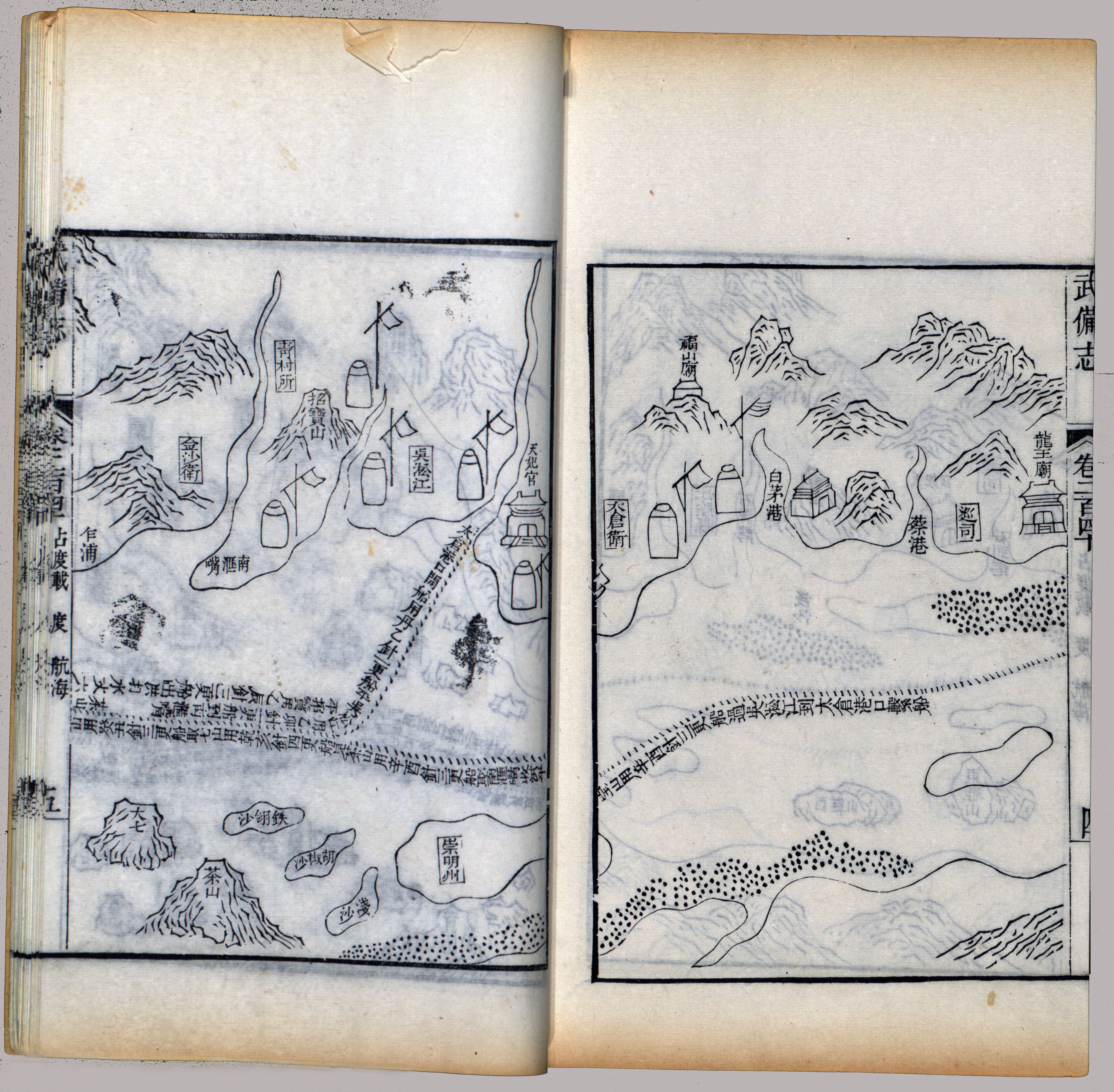
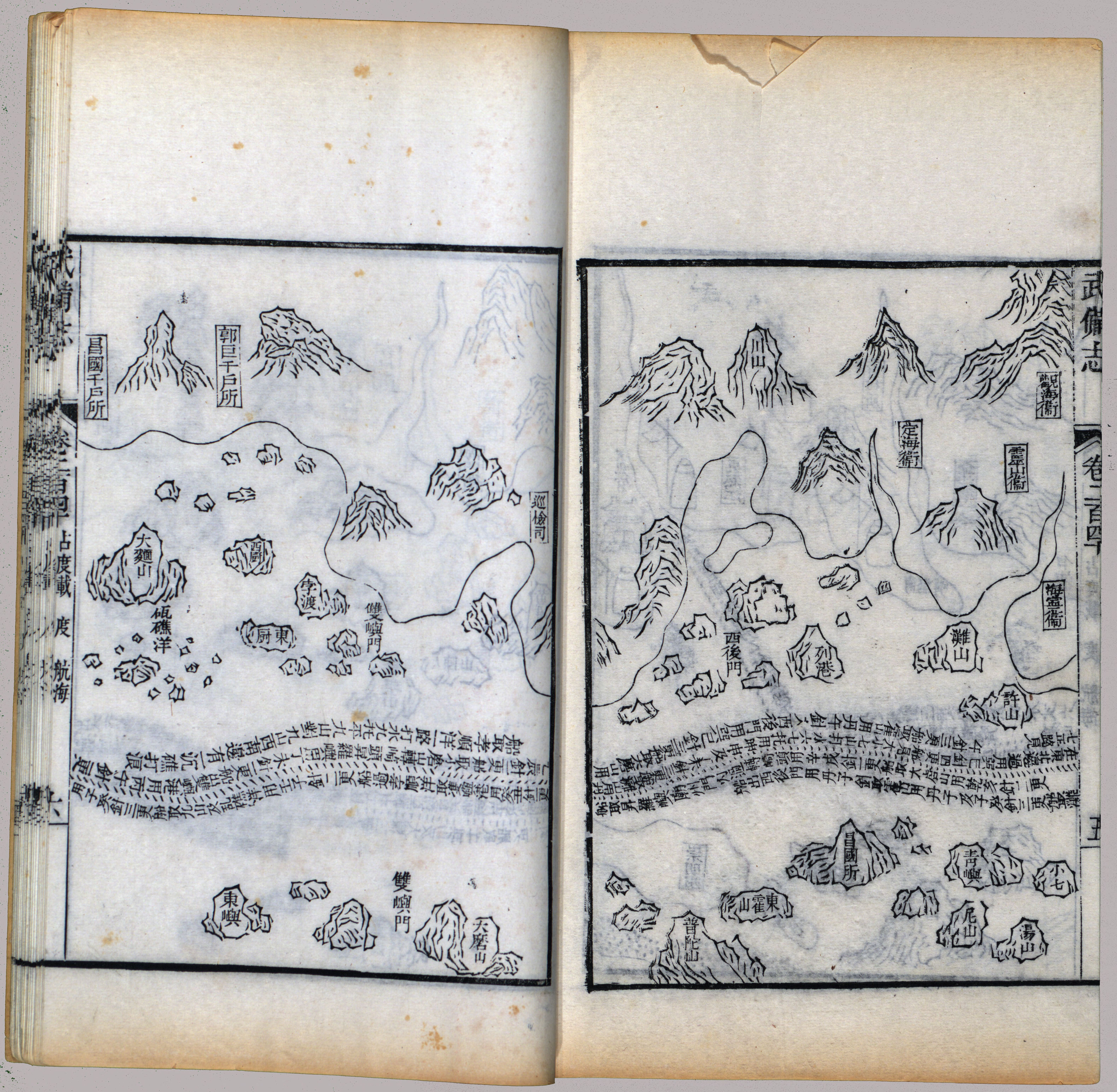
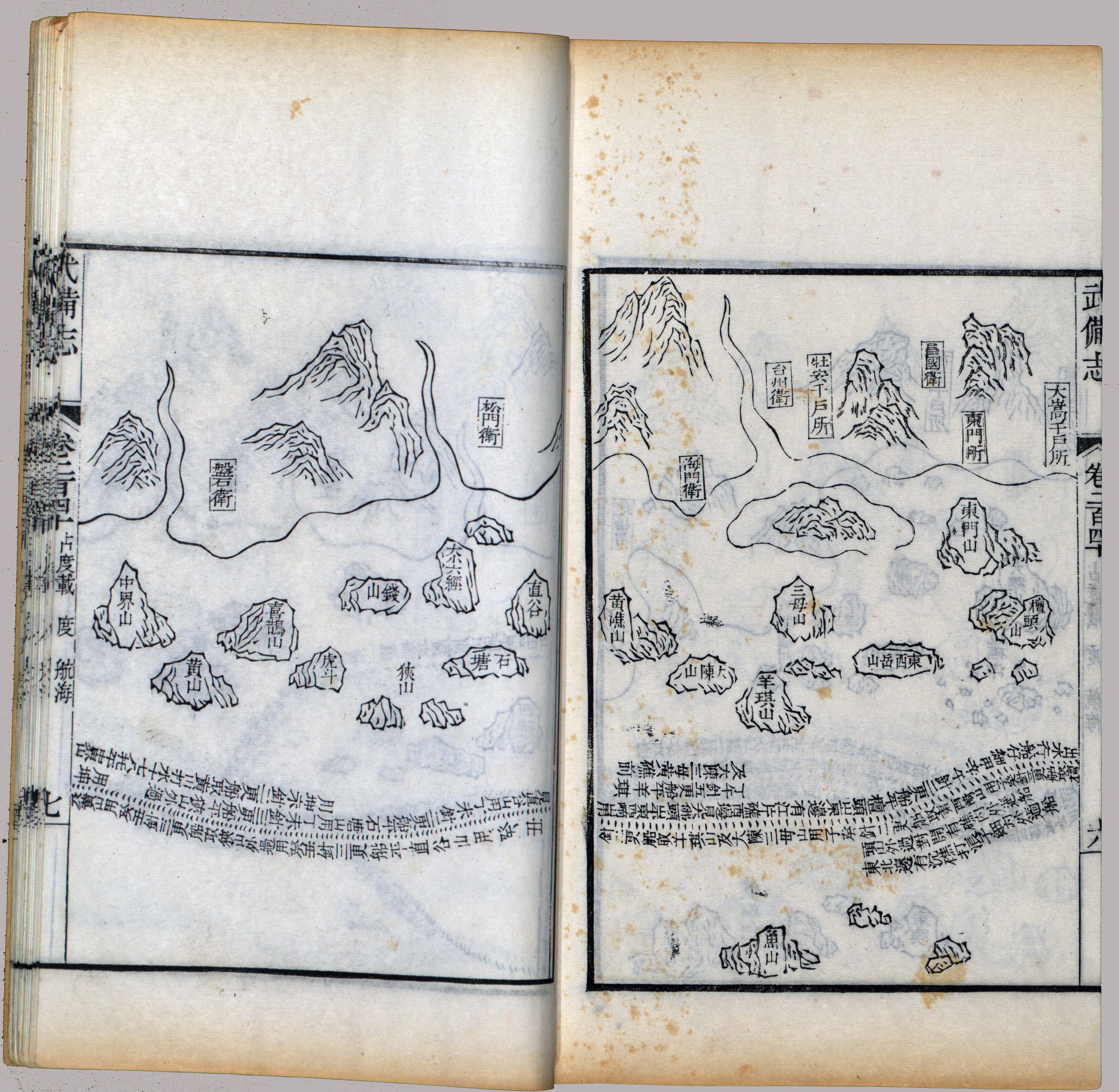
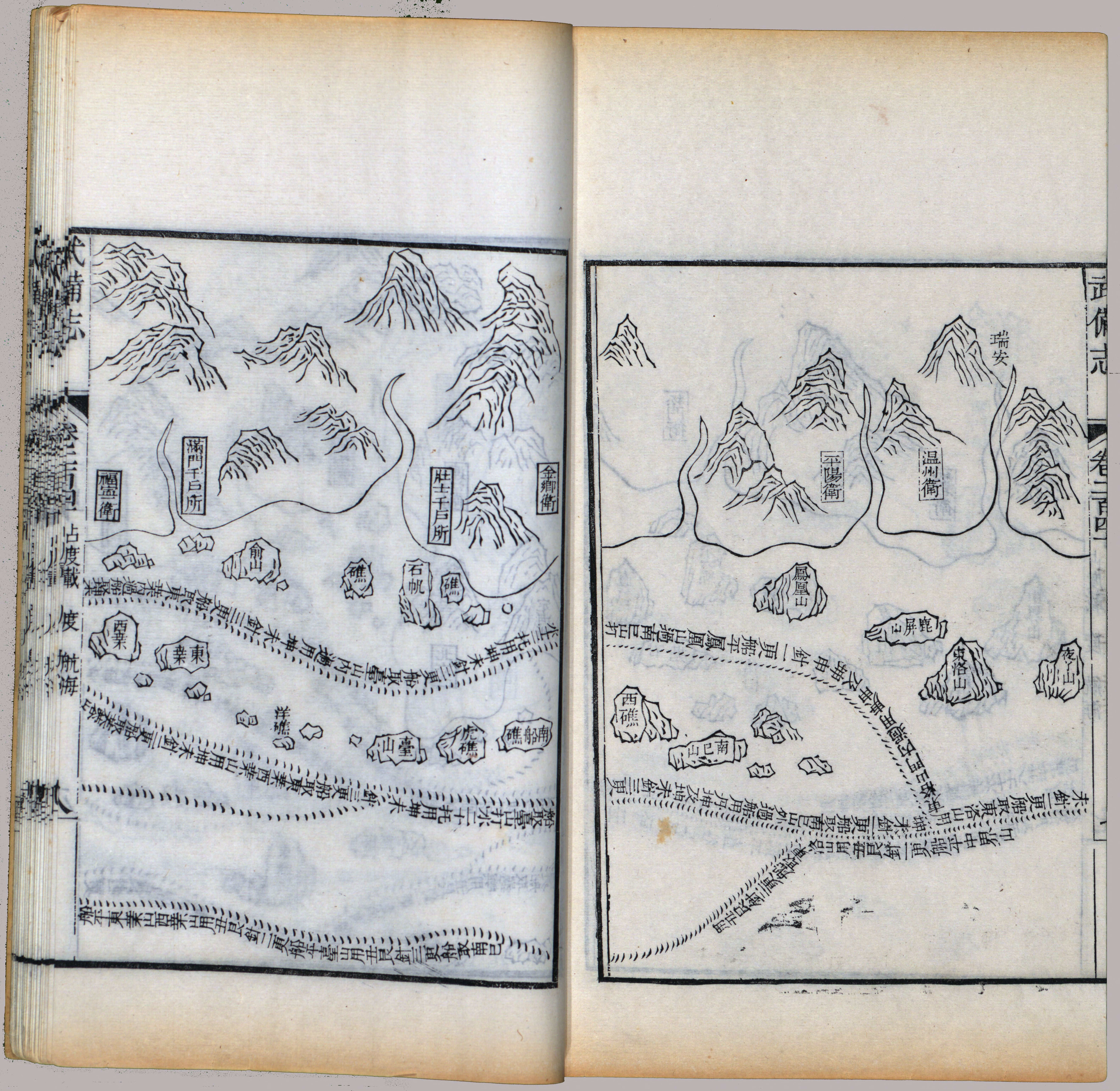
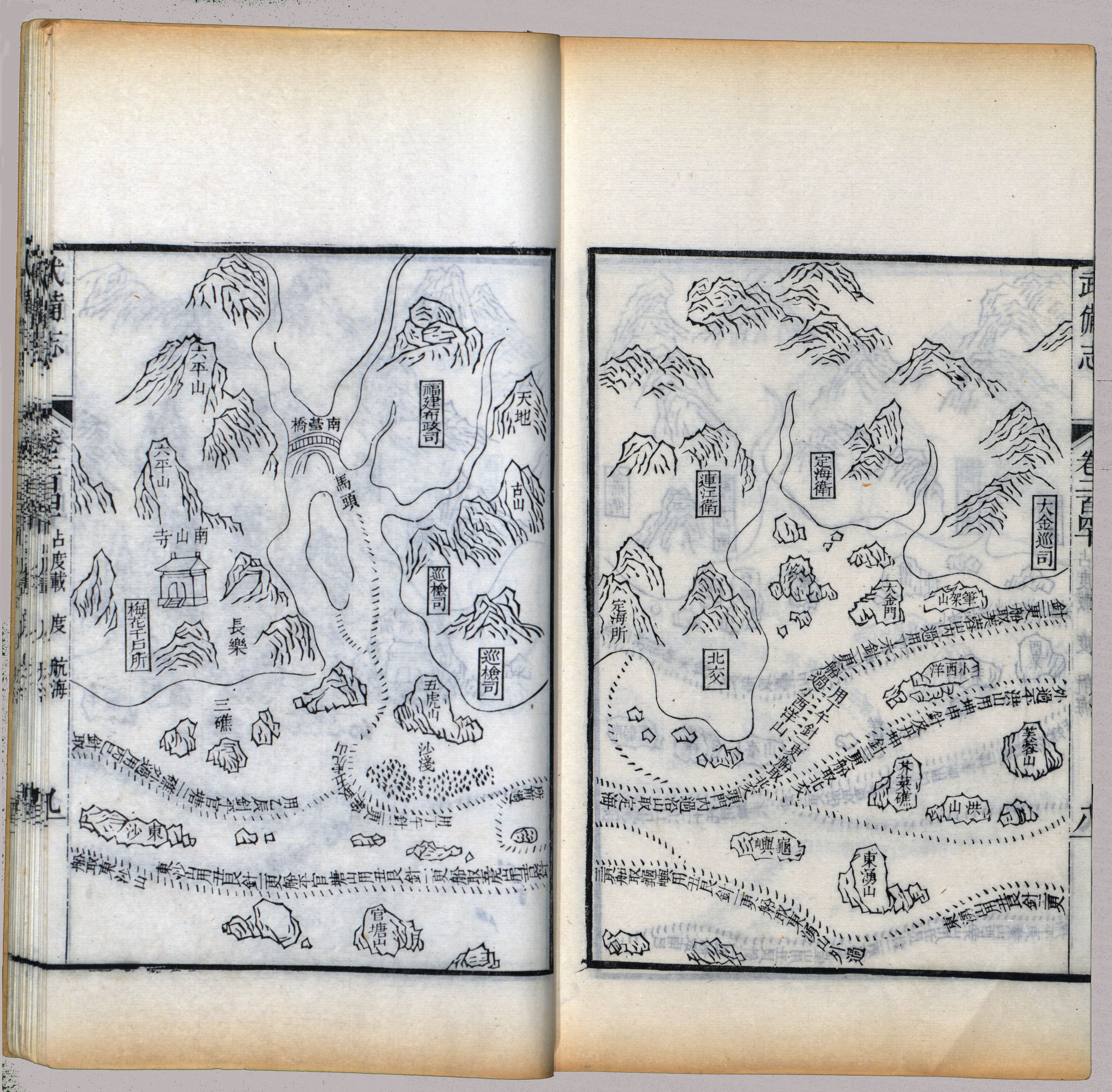
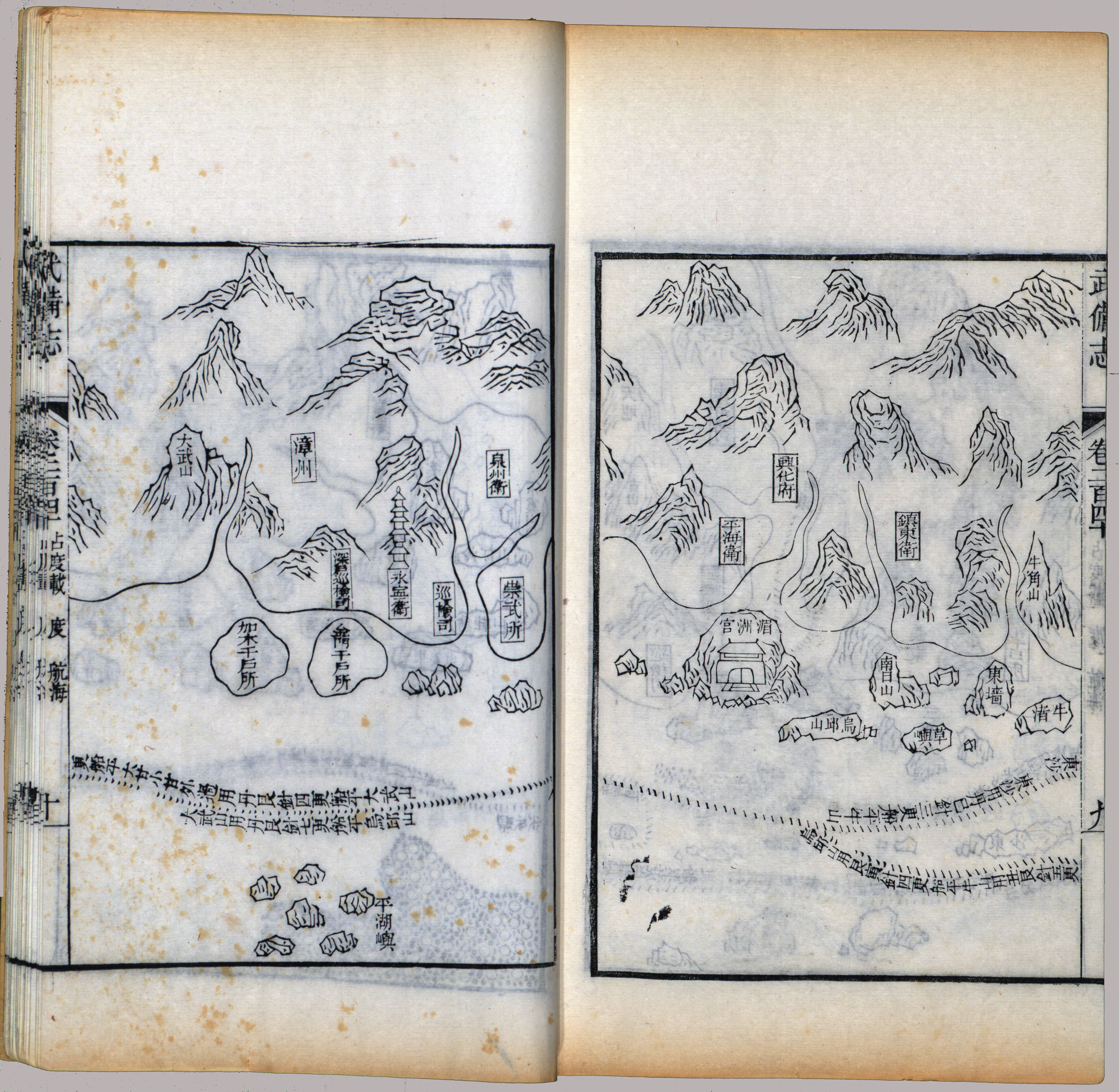
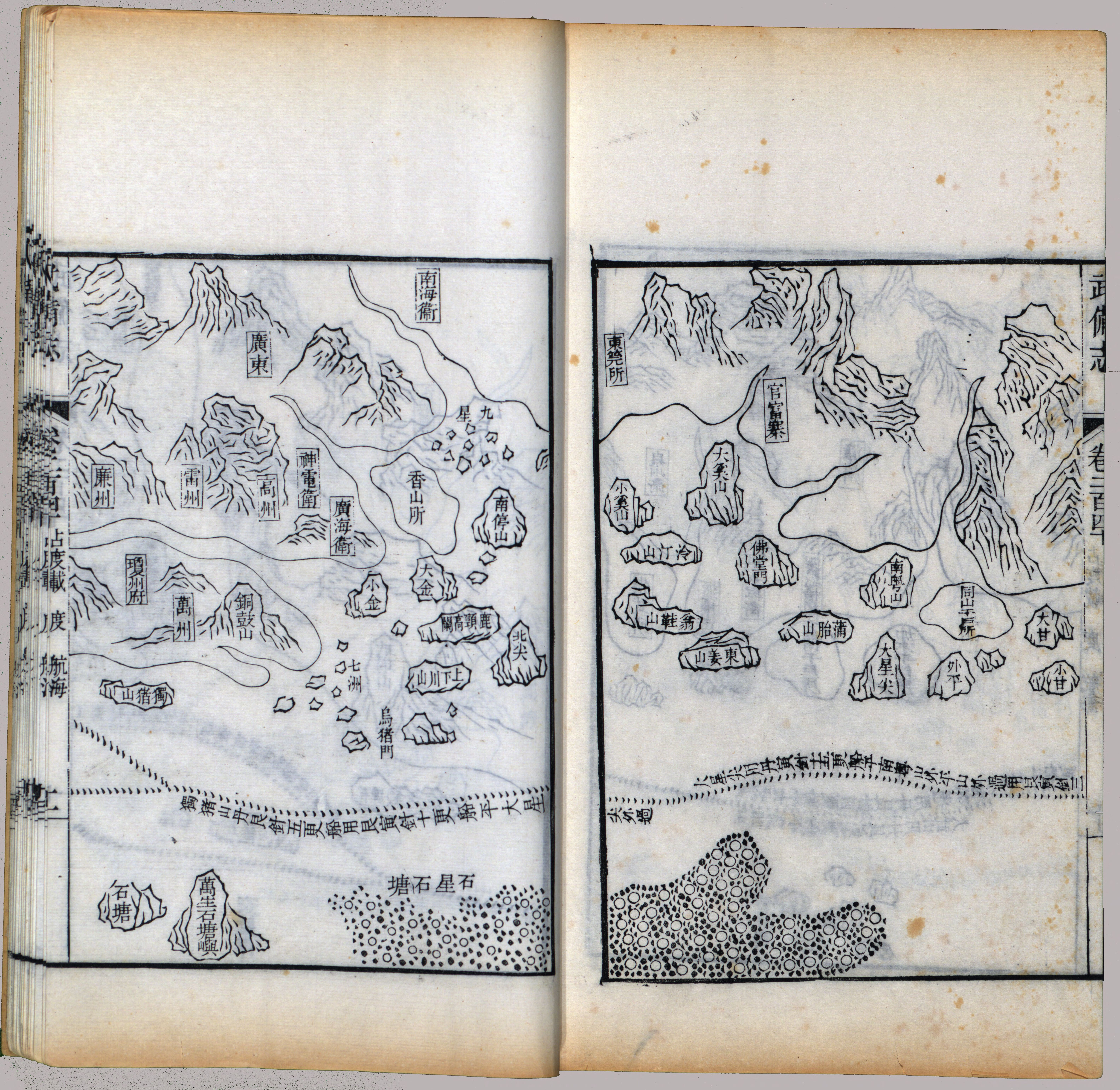
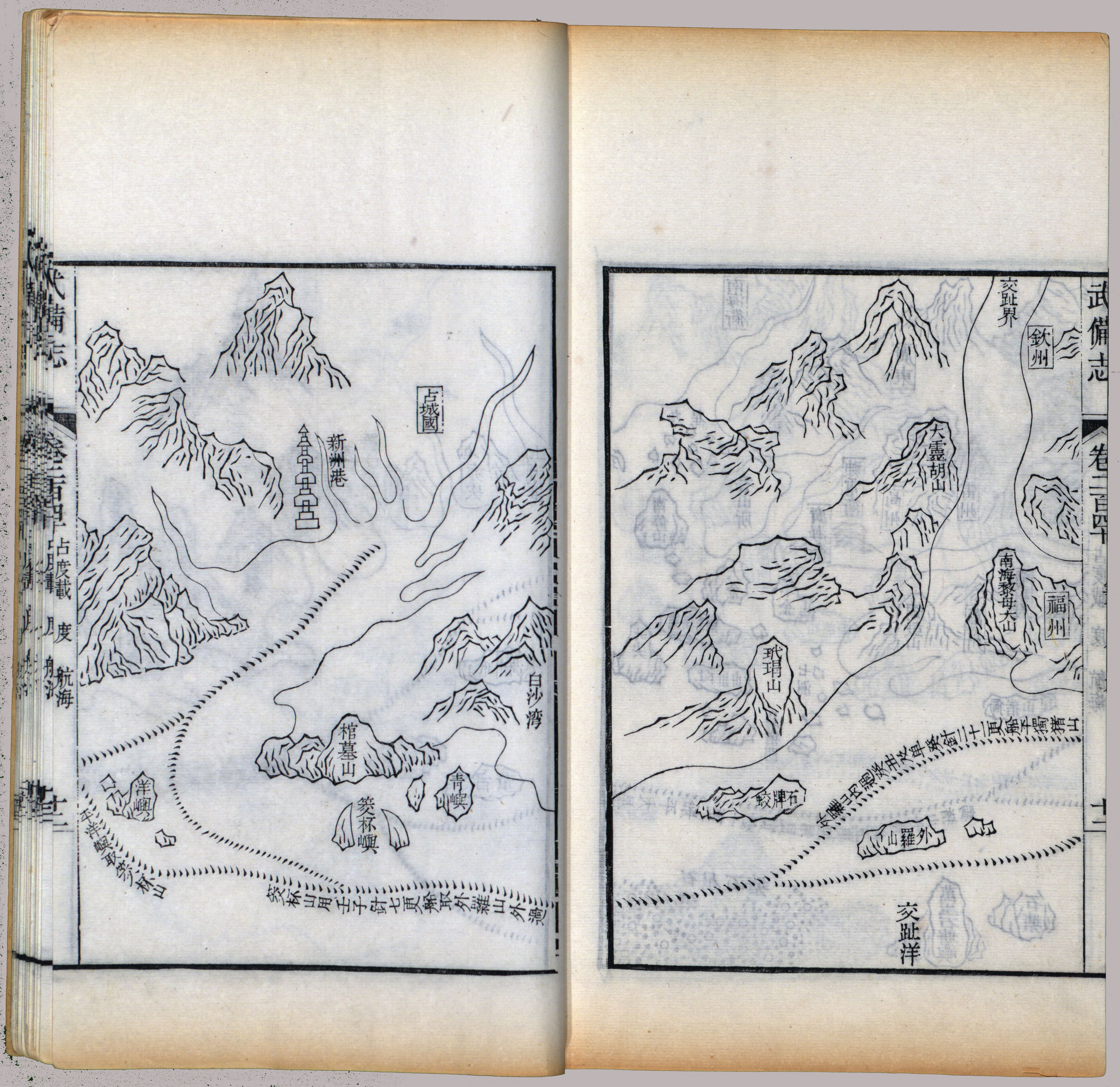
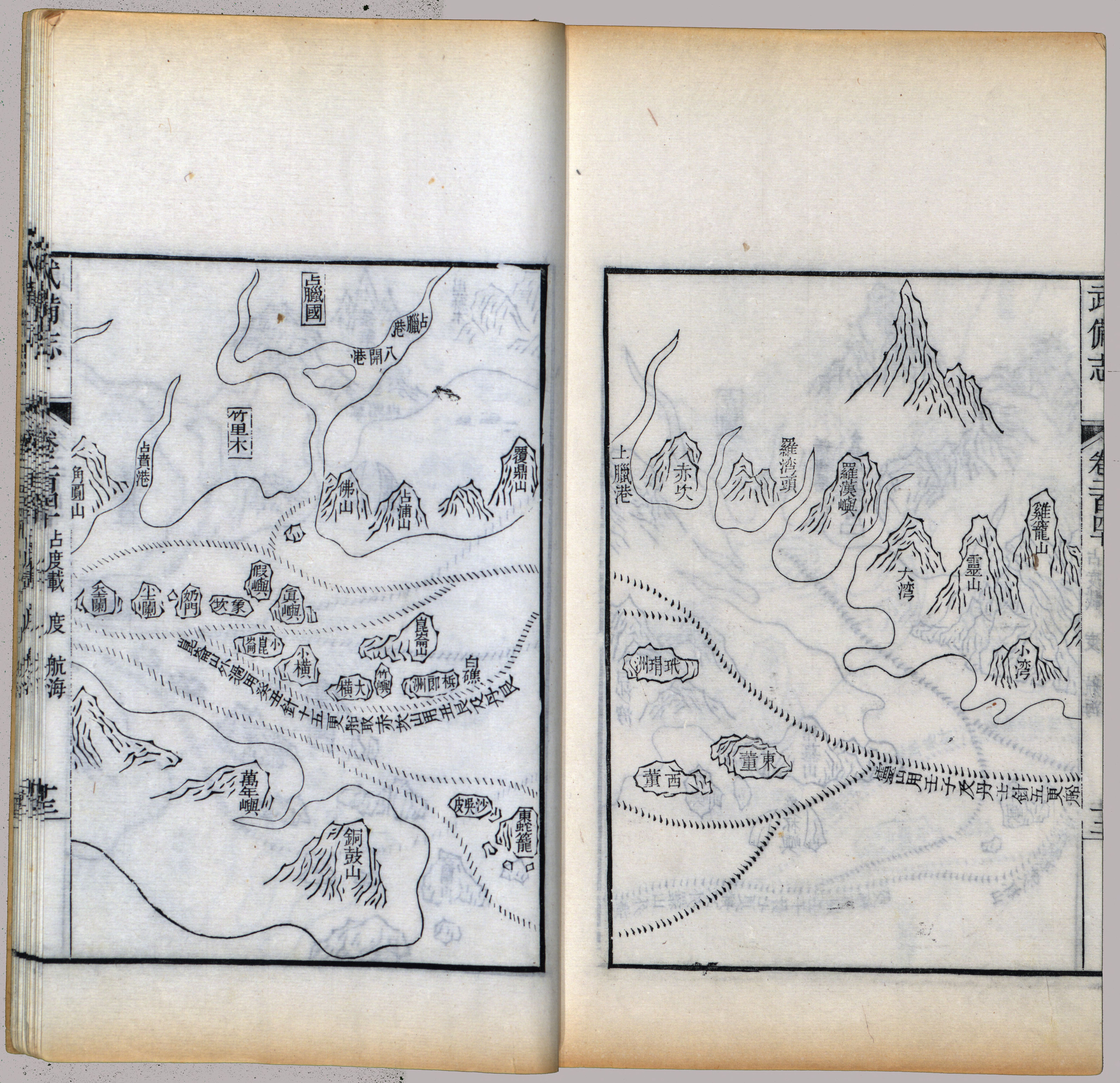
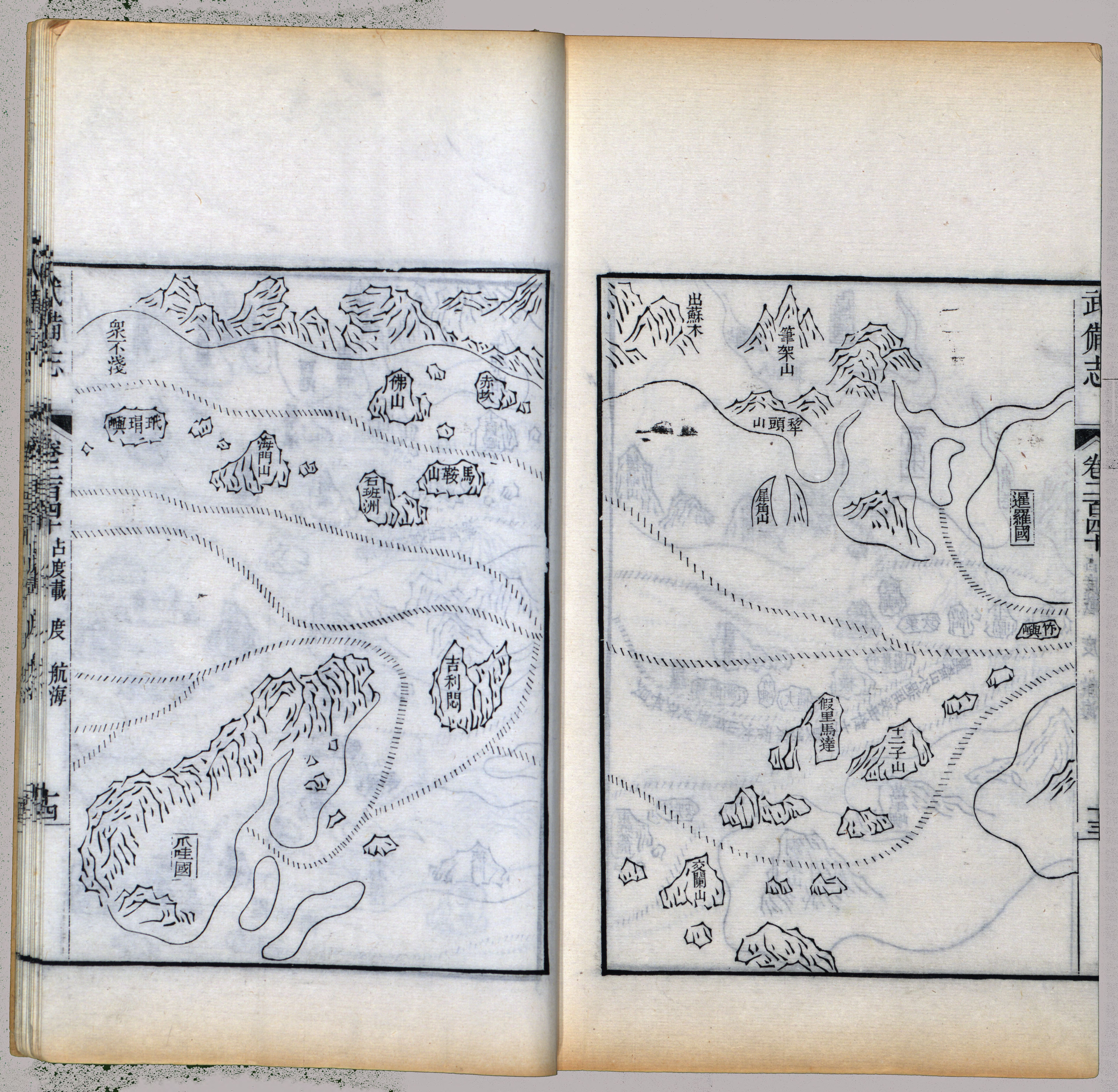
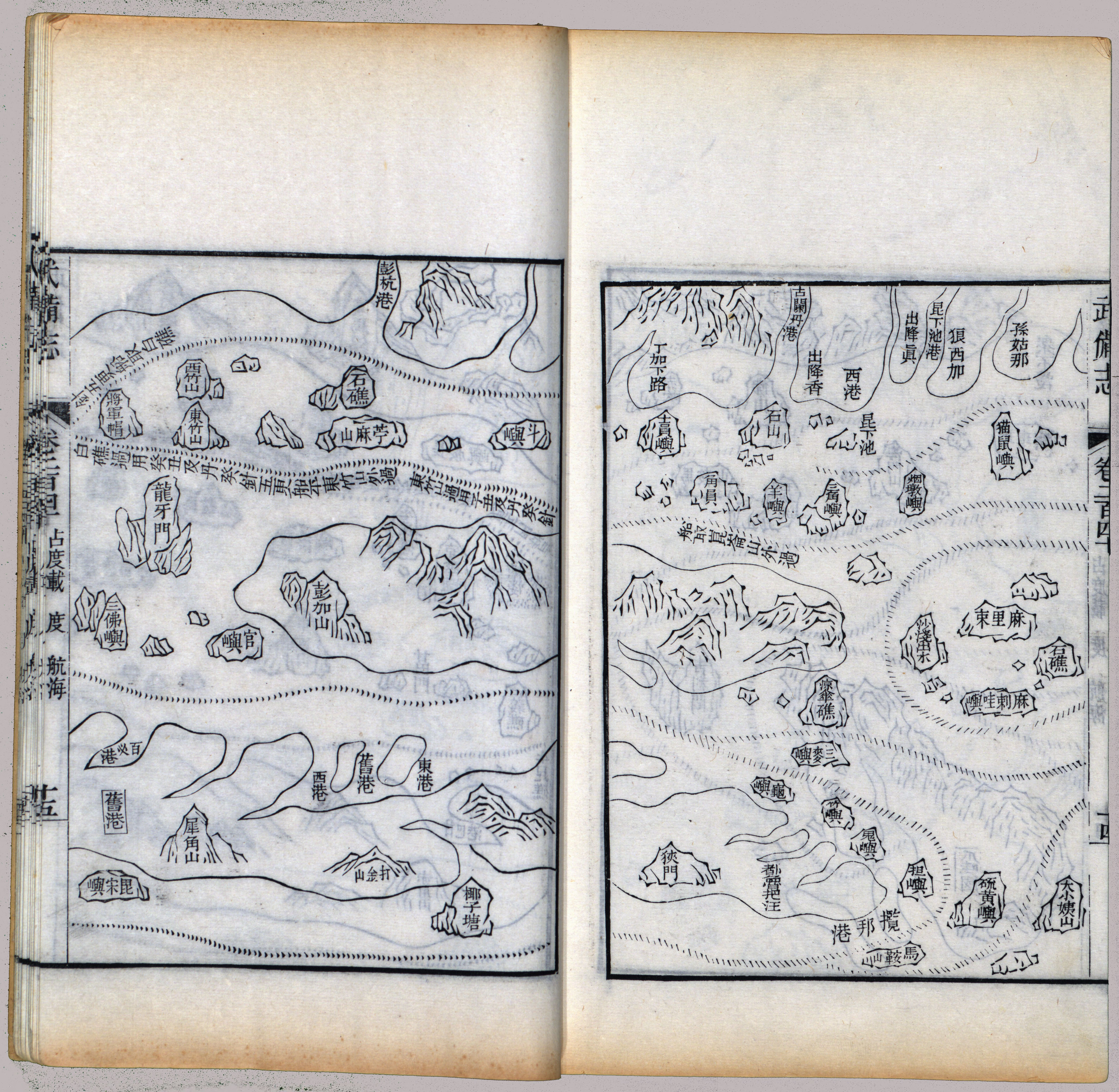
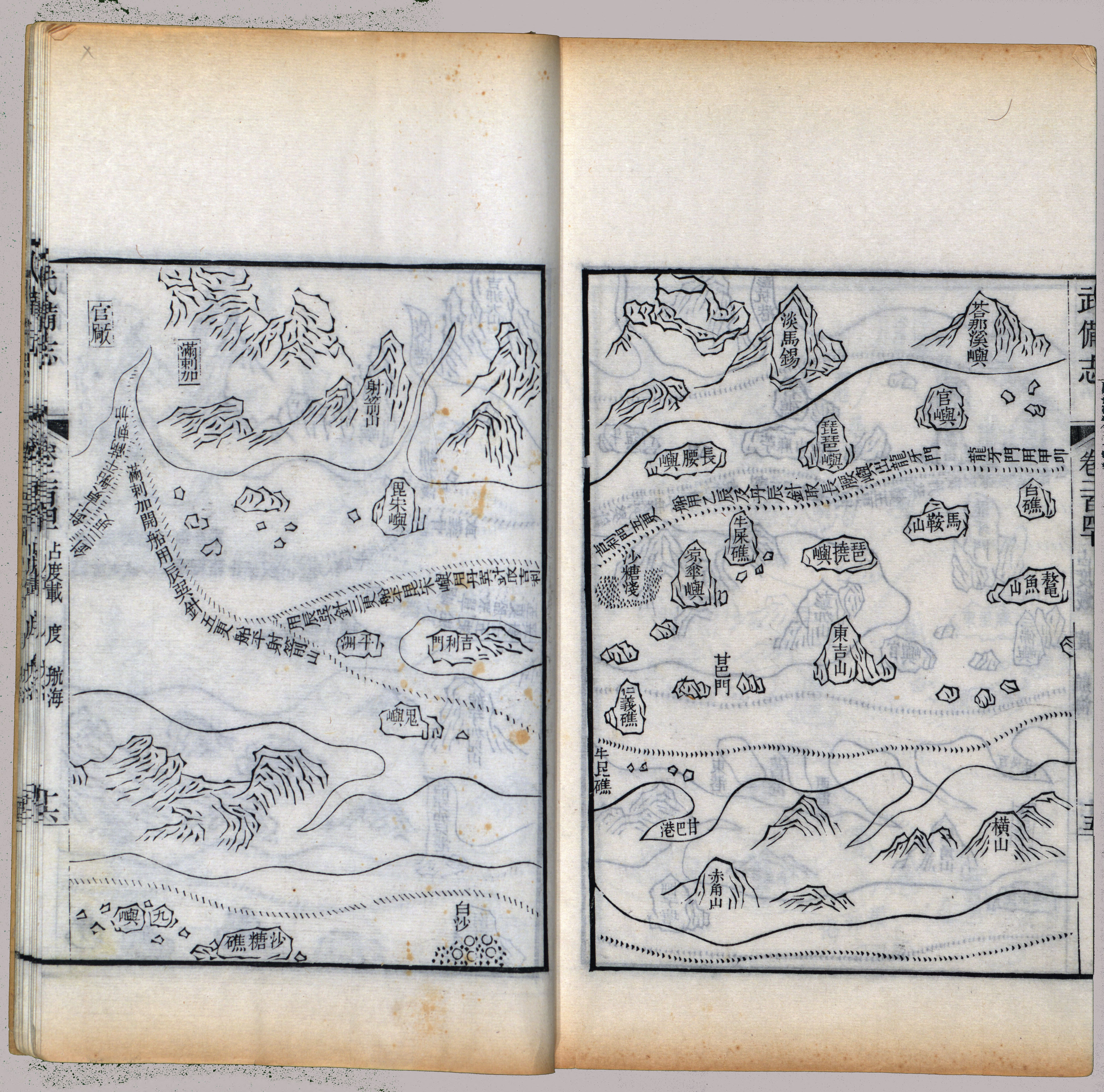
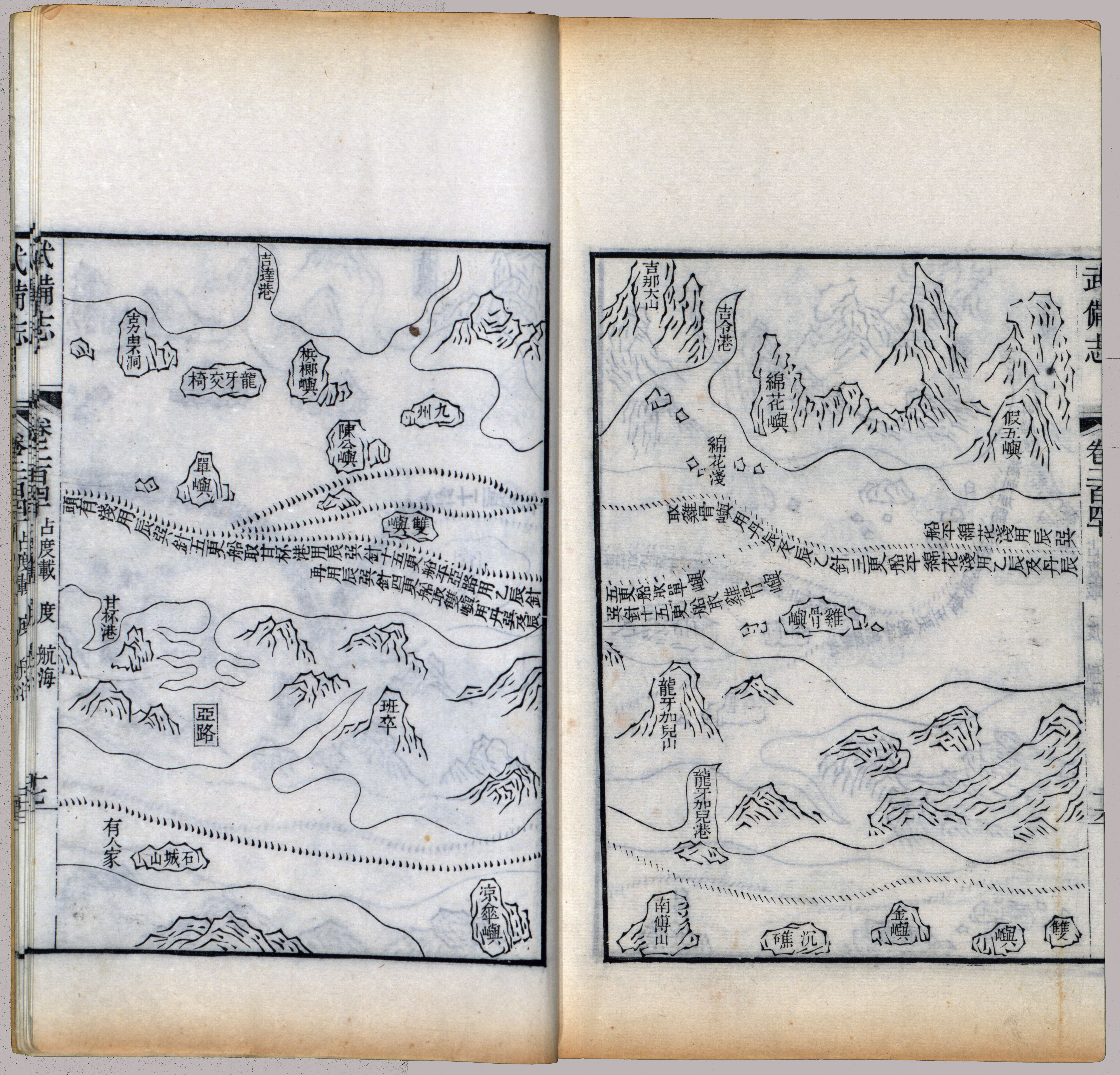
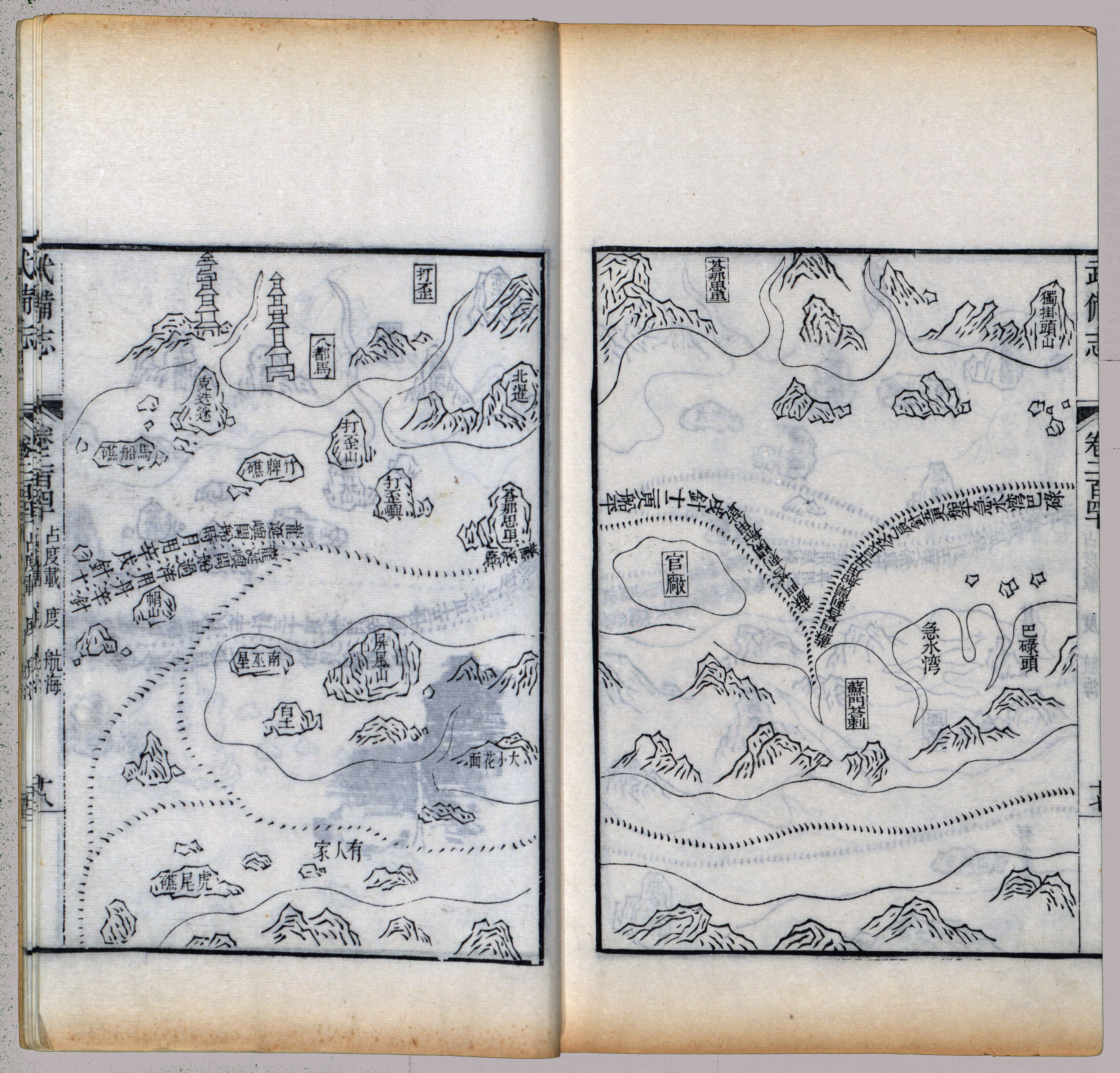
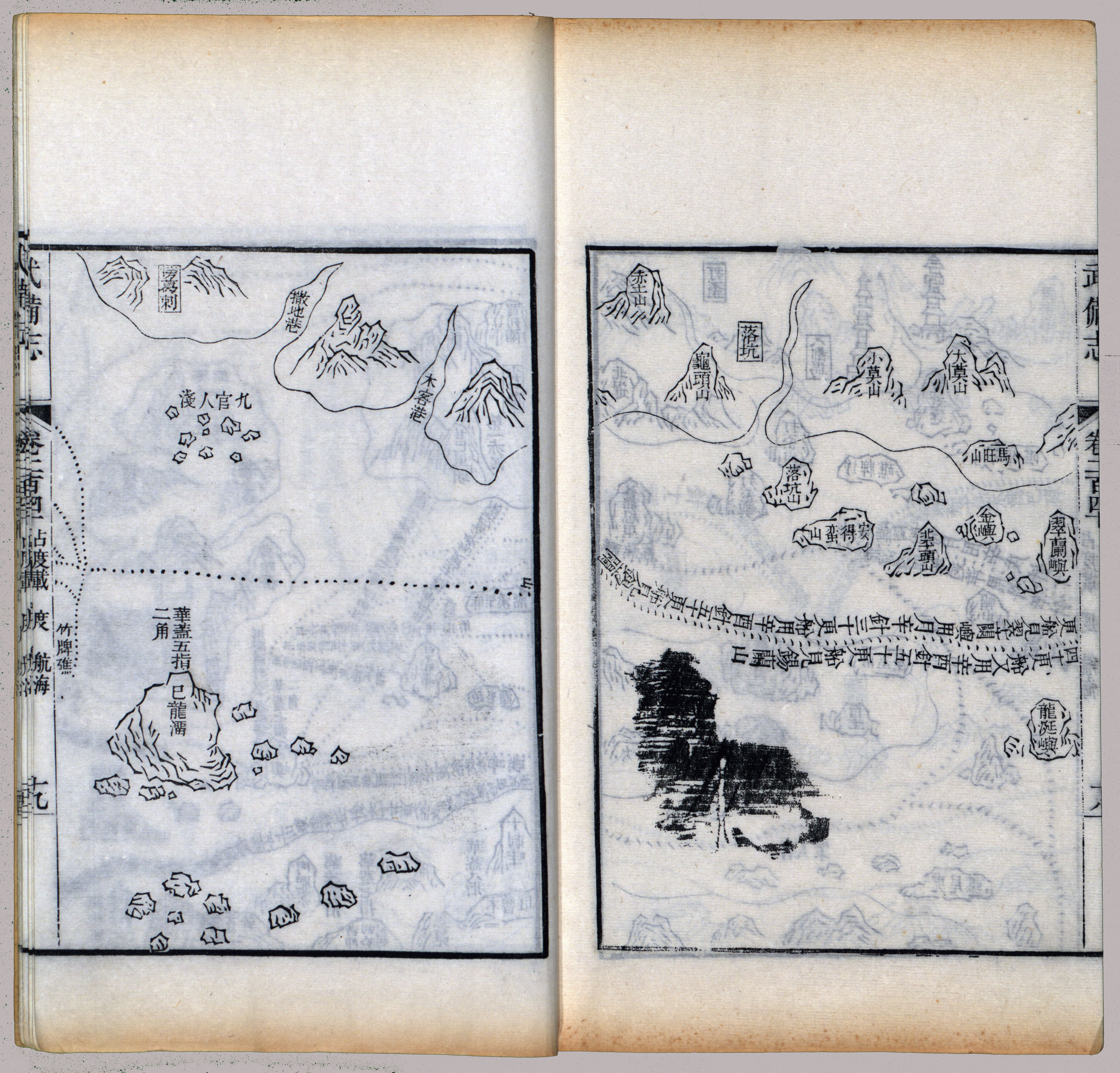
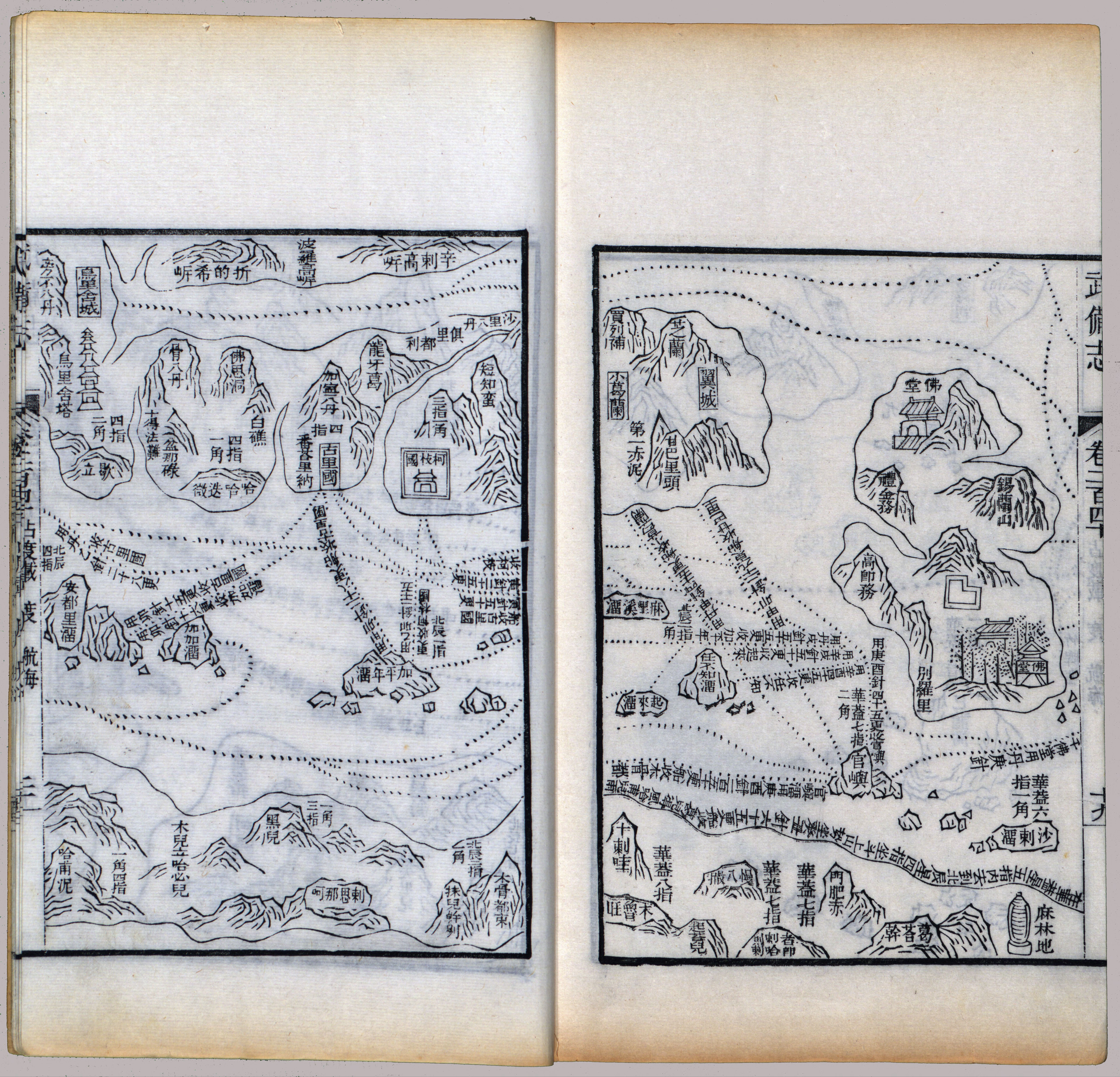
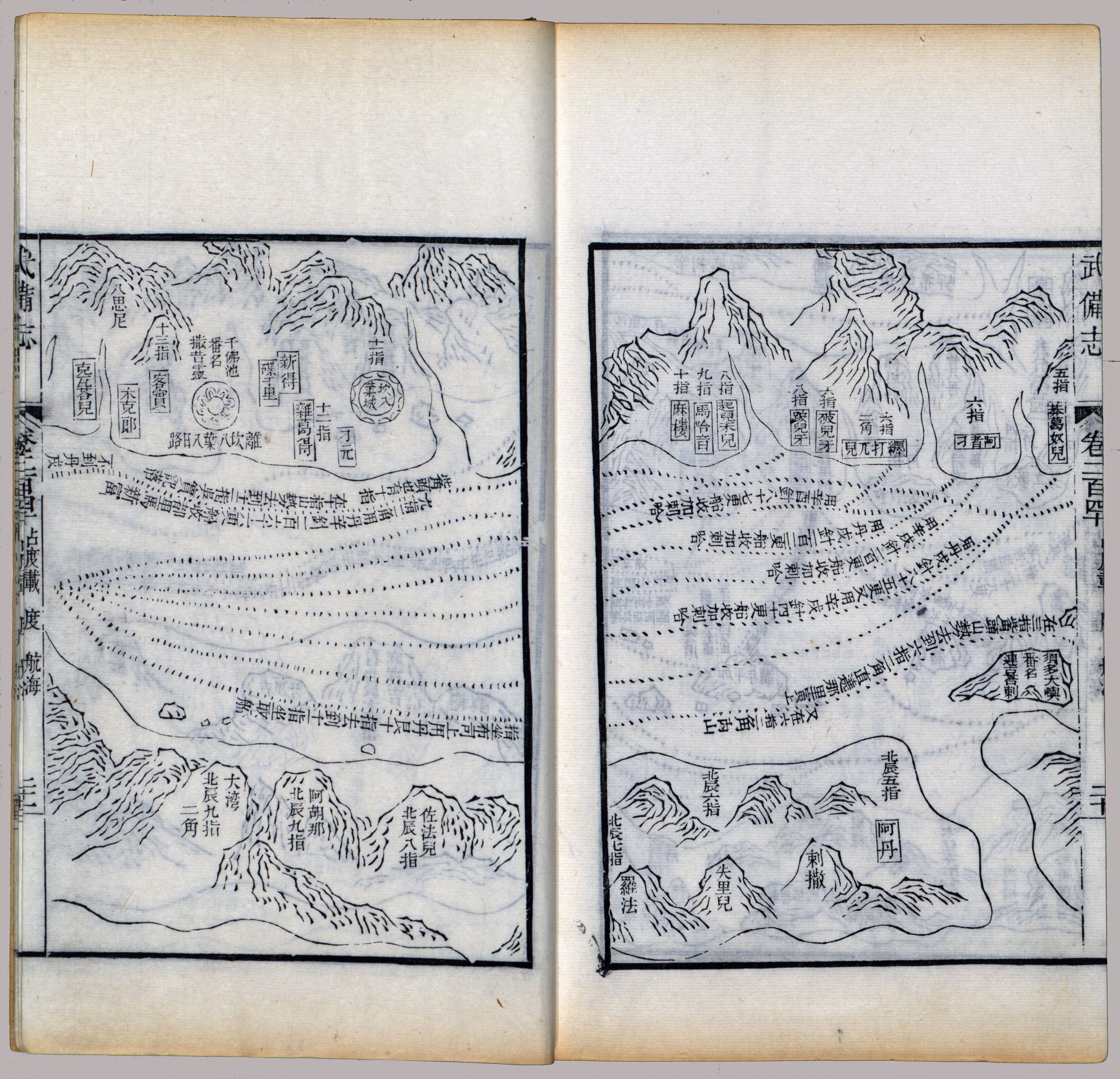
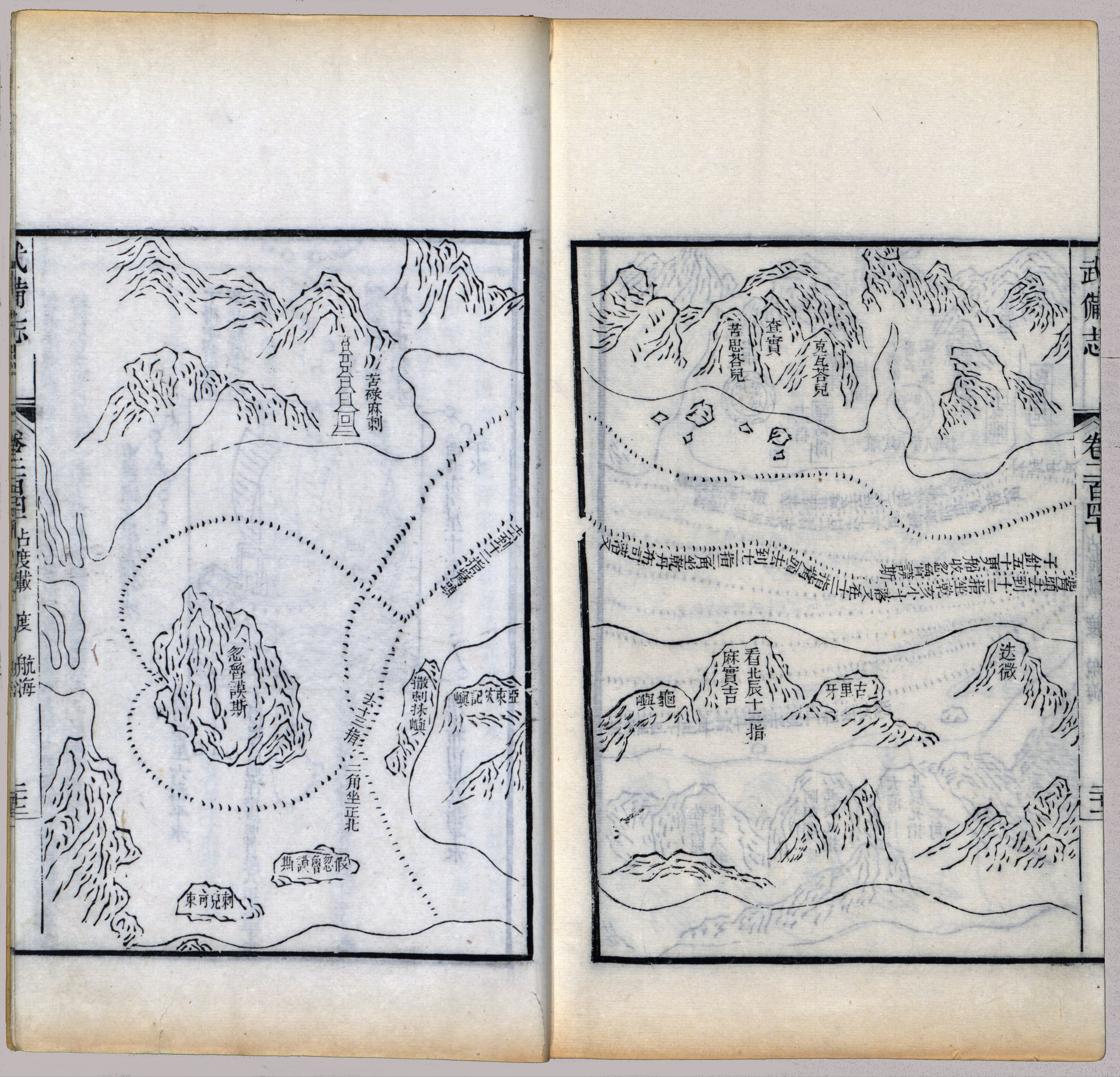

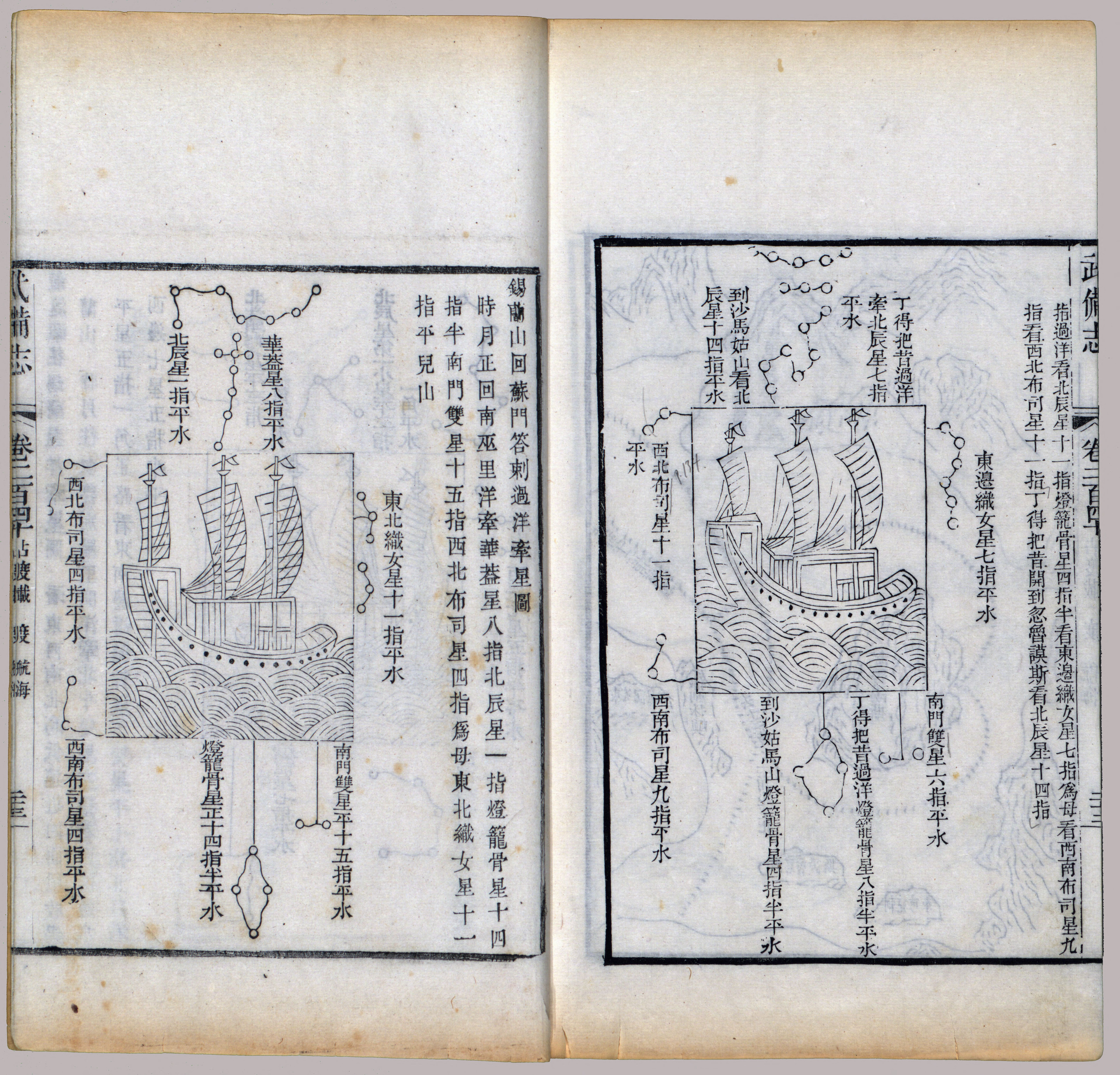
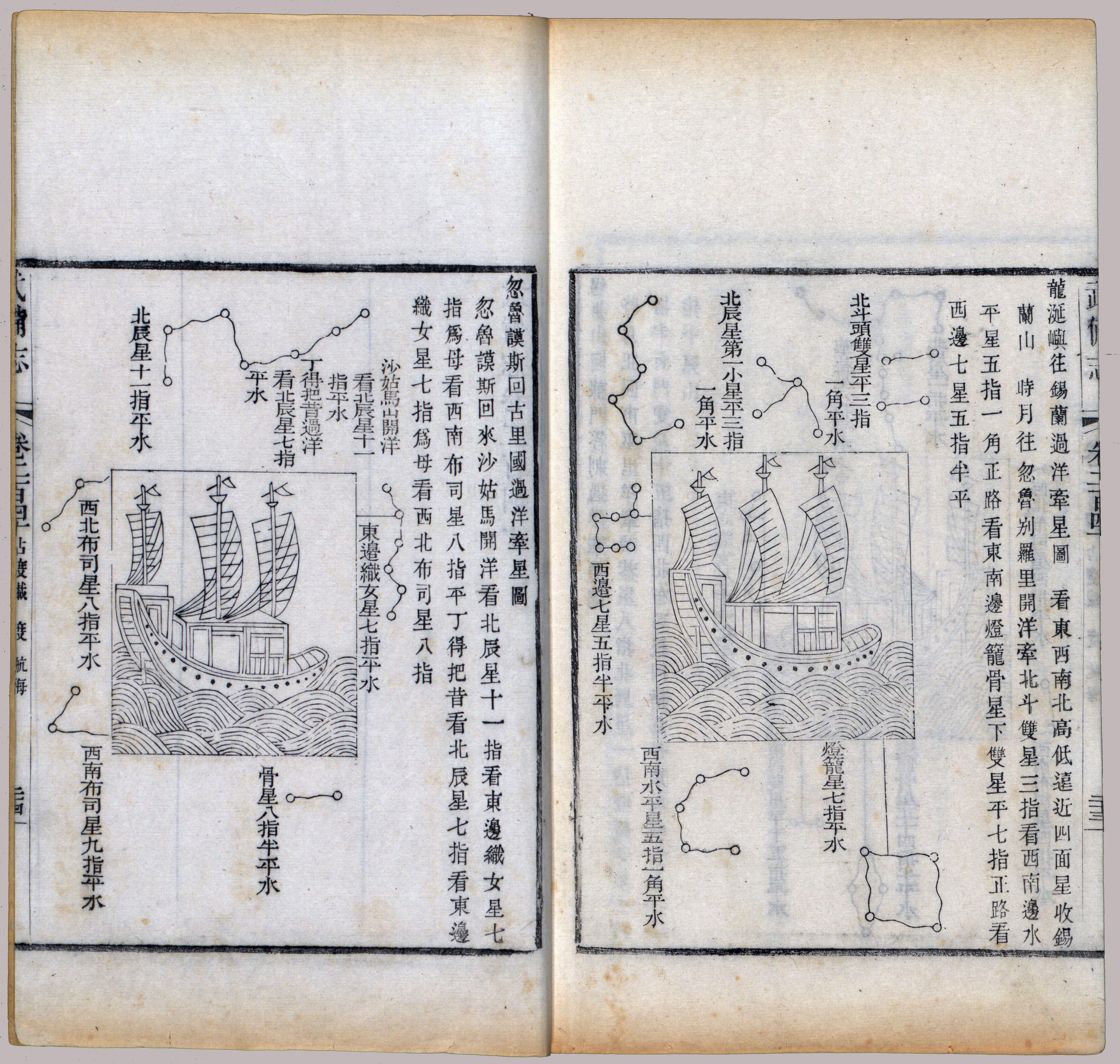

Grafici stellari

### Bibliografiche
1. 1 2 3 4 5  (EN) Sally Church, Encyclopaedia of the History of Science, Technology, and Medicine in Non-Western Cultures, a cura di Helaine Selin, 2ª ed., Springer, 2008,  pp. 2354-2355, ISBN 978-1402045592.
2. 1 2 3  Mills 1970, pp. 252-253.
3. ↑  Duyvendak 1933.
4. ↑  Mills 1970, pp. 236-237.
5. ↑  Wheatley 1961, pp. 91-92.
6. ↑  Hyunhee 2012, p. 15.
7. ↑  (EN) John N. Miksic, Singapore and the Silk Road of the Sea, 1300_1800, NUS Press,  pp. 196-197, ISBN 978-9971695743.
8. 1 2  (ZH) 徐玉虎, 郑和下西洋研究文选（1905–2005）[Antologia di Zheng He (1905–2005)], 2005, ISBN 978-7-5027-6377-0.
9. ↑  (ZH) 曹婉如, 中国古代地图集: 明代 [Atlante dell'Antica Cina: dinastia Ming], 文物出版社, 1994,  p. xviii, ISBN 9787501003044.
10. 1 2  Mills 1970, pp. 239-241.
11. ↑  Hyunhee 2012, pp. 172-175.
12. ↑  Wheatley 1961, pp. 98-99.
13. 1 2 3  Mills 1970, pp. 246-247.
14. 1 2 3  (EN) Clifford Pereira, Zheng He and the Afro-Asian World, a cura di Chia Lin Sien e Sally Church, 1.ª ed., PERZIM, 2012,  pp. 248-279, ISBN 978-967-11386-0-1.
15. 1 2  (EN) Shen Jianming, Security Flashpoints: Oil, Islands, Sea Access and Military Confrontation, a cura di Myron H. Nordquist e John Norton Moore, Brill, 1998,  pp. 168-169, ISBN 978-9041110565.
16. 1 2  (EN) Ulises Granados, The South China Sea and Its Coral Reefs during the Ming and Qing Dynasties: Levels of Geographical Knowledge and Political Control, in East Asian History, vol. 32/33, 2006,  pp. 109-128.
17. ↑  Wheatley 1961, pp. 94-98.
18. ↑  (EN) Roderich Ptak, The Emporium of the World: Maritime Quanzhou, 1000-1400, a cura di Angela Schottenhammer, Brill, 2000,  p. 407, ISBN 978-9004117730.
19. ↑  (EN) Hsu Mei-Ling, Chinese Marine Cartography: Sea Charts of Pre-Modern China, in Imago Mundi, vol. 40, 1988,  pp. 96-112, DOI:10.1080/03085698808592642, JSTOR 1151020.
20. ↑  (EN) Pirates of the Caribbean: On Stranger Tides: The Visual Guide, Dorling Kindersley, 2011,  pp. 26-27, ISBN 978-1405363419.
21. ↑  (EN) Mao Kun, su pathofexile.gamepedia.com. URL consultato il 19 aprile 2017.

### Mappe similari
- Da Ming Hun Yi Tu, c. tardo XIV secolo
- Mappa di Gangnido, 1402
- Sihai Huayi Zongtu, 1532
- Carta geografica completa di tutti i regni del mondo, 1602
- Shanhai Yudi Quantu, 1609
- Mappa di Selden, c. XVII secolo